# 太平川农业园区
太平川农业园区是中华人民共和国吉林省松原市长岭县下辖的一个类似乡级单位。

## 行政区划
下辖以下地区：
新丰村、新民村、三十九村和六合元村。